# Baxter Springs
Baxter Springs est une ville du comté de Cherokee au Kansas.
Sa population était de 4 238 habitants en 2010. La ville a été incorporée en 1868.
Elle est située sur le tracé de la Route 66.